# Riley Sager
Riley Sager (* 1974 in Pennsylvania) ist das Pseudonym des amerikanischen Schriftstellers Todd Ritter. Bevor Todd Ritter unter dem Pseudonym Riley Sager zum Bestsellerautor wurde, war er als Filmkritiker und Polizeireporter tätig und veröffentlichte unter seinem eigenen Namen drei Romane um die Polizeichefin Kat Campbell.
Unter seinem ersten Pseudonym Alan Finn veröffentlichte er 2014 einen Roman aus der Zeit vor dem Amerikanischen Bürgerkrieg. Die Entscheidung, das Pseudonym zu Riley Sager zu wechseln, begründete Ritter mit „… since we were looking for a new publisher, one could argue that editors would be willing to go with someone who had a clean slate, rather than a critically acclaimed author with a spotty sales record.“ (Übersetzt: „…  da wir nach einem neuen Verleger suchten, könnte man argumentieren, dass die Herausgeber eher bereit wären, sich für jemanden zu entscheiden, der eine weiße Weste hat, als für einen von Kritikern gefeierten Autor mit dürftigen Verkaufszahlen.“)
Unter dem Pseudonym Riley Sager erschien mit Final Girls 2011 sein Debütroman, für den er 2018 den International Thriller Award als „Bester Roman – Best Novel“ erhielt. Seitdem stehen seine Bücher immer wieder auf den Bestsellerlisten der New York Times, z. B. 2021 mit Survive the Night und 2023 mit The Only One Left.
Riley Sager wohnt in Princeton (New Jersey). Er arbeitete auch als Journalist bei The Star-Ledger, New Jerseys größter Tageszeitung.

## Werke

### Als Riley Sager
- Final Girls (Final Girls, Dutton, New York 2017), dtv Verlagsgesellschaft mbH & Co., München 2018, ISBN 978-3-423-21730-9
- Schwarzer See (The Last Time I Lied, Dutton, New York 2018), dtv Verlagsgesellschaft mbH & Co., München 2019, ISBN 978-3-423-21806-1
- Verschließ jede Tür (Lock Every Door, Dutton, New York 2019), dtv Verlagsgesellschaft mbH & Co., München 2020, ISBN 978-3-423-21933-4
- HOME – Haus der bösen Schatten (Home Before Dark, Dutton, New York 2020), dtv Verlagsgesellschaft mbH & Co., München 2022, ISBN 978-3-423-21988-4
- NIGHT – Nacht der Angst (Survive the Night, 2021), dtv Verlagsgesellschaft mbH & Co., München 2023, ISBN 978-3-423-22029-3
- LAKE – Das Haus am dunklen Ufer (The House Across the Lake, Dutton, New York 2022), dtv Verlagsgesellschaft mbH & Co., München 2025, ISBN 978-3-423-22084-2
- Hope's End: Du kannst niemandem trauen (The Only One Left, Dutton, New York 2023), dtv Verlagsgesellschaft mbH & Co., München 2023, ISBN 978-3-423-21891-7

### Als Todd Ritter: Kat-Campbell-Reihe
- Das Schweigen der Toten (Death Notice, Minotaur Books, US 2010), Rowohlt Taschenbuch, Köln 2011, ISBN 978-3-499-25588-5
- Totennacht (Bad Moon, Minotaur Books, US 2011), Rowohlt Taschenbuch, Köln 2012, ISBN 978-3-499-25870-1
- Devil's Night, Minotaur Books, US 2013, nicht auf Deutsch erschienen

### Als Alan Finn
- Things Half in Shadow, Gallery Books 2014, nicht auf Deutsch erschienen